# Марянка-Рендзінська
Марянка-Рендзінська (пол. Marianka Rędzińska) — село в Польщі, у гміні Рендзіни Ченстоховського повіту Сілезького воєводства.
Населення — 598 осіб (2011).
У 1975-1998 роках село належало до Ченстоховського воєводства.

## Демографія
Демографічна структура станом на 31 березня 2011 року:
|          | Загалом | Допрацездатний вік | Працездатний вік | Постпрацездатний вік |
| -------- | ------- | ------------------ | ---------------- | -------------------- |
| Чоловіки | 303     | 52                 | 216              | 35                   |
| Жінки    | 295     | 45                 | 186              | 64                   |
| Разом    | 598     | 97                 | 402              | 99                   |